# Salamon Ferenc (helytörténész)
Salamon Ferenc (Sepsiszentgyörgy, 1948. február 26. –) erdélyi magyar helytörténész.

## Életútja
Középiskoláit Sepsiszentgyörgyön végezte (1966), majd tanári diplomát szerzett a marosvásárhelyi Pedagógiai Főiskolán (1970). Először Zágonban (1970–71), majd Alsócsernátonban (1971–89), Felsőcsernátonban (1989–92), a sepsiszentgyörgyi Székely Mikó Kollégiumban (1992–94), ezután ismét Alsócsernátonban (1994–95) tanított, 1995-től a futásfalvi általános iskola tanára, igazgatója.
Háromszék és különösen Kézdivásárhely és környéke helytörténetét kutatja. A háromszéki iskolai sportoktatás történetéről a Háromszékben (1999), a futásfalvi közbirtokosságokról, illetve a kézdiszéki illegális fakitermelésről az Erdészeti Közleményekben (1998, 1999) jelentek meg tanulmányai. Alapítója és szerkesztője (1991–92-ben) az alsócsernátoni Bod Péter Közművelődési Egyesület kiadásában megjelent Csernátoni Füzeteknek; az egyesületnek 1990–93 között elnöke is volt.

## Kötetei
- Cigánysors Háromszéken (Budapest, 1994);
- Örökség és feladat (társszerzővel, Sepsiszentgyörgy 1995).